# Hipotálamo
El hipotálamo es una región del cerebro anterior, que forma parte del prosencéfalo secundario embrionario y en el adulto se encuentra situada debajo del tálamo. Produce diferentes hormonas, entre ellas hormona antidiurética y oxitocina, también secreta varios neuropéptidos llamados factores hipotalámicos que actúan sobre la adenohipófisis y regulan su producción hormonal. Otras funciones del hipotálamo son mantener la temperatura corporal, e influir en diferentes conductas, entre ellas las relacionadas con: la alimentación, ingesta de líquidos, apareamiento y  agresión. Es el regulador central de varias funciones viscerales autónomas y endocrinas y además actúa como punto de relevo en la información que partiendo del cerebro alcanza la médula espinal.

## Anatomía

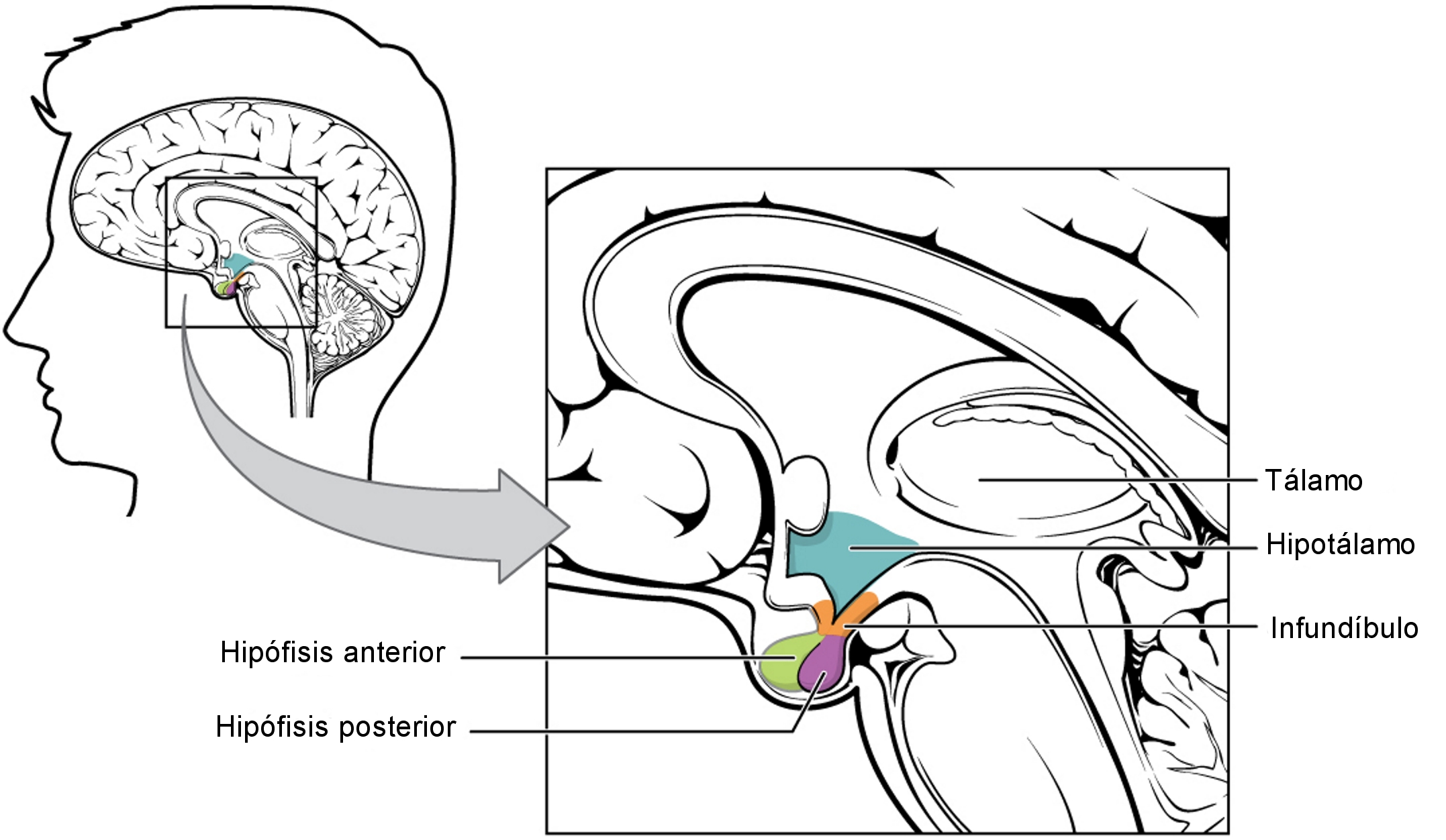
Ubicación del hipotálamo (en celeste) y su relación con el tálamo y la hipófisis.

El hipotálamo humano es el sector del encéfalo que ocupa un volumen de cuatro centímetros cúbicos, el 0.3 % del volumen encefálico normal de un adulto, y pesa entre 5-8 gramos.  Ocupa la porción más ventral del diencéfalo y forma la parte anterior de las paredes laterales y del piso del tercer ventrículo. Se localiza por debajo del tálamo y es una parte importante del sistema límbico. Sus puntos de referencia externos son el quiasma óptico, el tuber cinereum y los cuerpos mamilares. Está unido al lóbulo posterior de hipófisis por el tallo hipofisario o infundíbulo.
En la morfogénesis, el suelo del hipotálamo forma el infundíbulo, una evaginación digitiforme y hueca, a partir de la que se desarrollan dos estructuras: la neurohipófisis y la eminencia media. Esta última es una zona de contacto neurohemático, que forma una interfaz funcional entre el hipotálamo y el lóbulo anterior de la hipófisis.

Por otro lado, el hipotálamo está dividido en una porción con fibras nerviosas ricas en mielina —que incluye a los cuerpos mamilares— y otra con fibras pobres en mielina, ubicada en el área próxima a la hipófisis, especialmente competente al momento de regular las funciones vegetativas.
Las conexiones vasculares entre hipotálamo e hipófisis se conocen como el sistema porta hipotálamo-hipófisis que  comunica los lechos capilares del hipotálamo con los del lóbulo anterior de la hipófisis. La irrigación de las estructuras llega de las arterias hipofisarias superior, media e inferior, ramas de la arteria carótida interna.
El hipotálamo tiene vías de comunicación de doble sentido con el sistema límbico y también envía señales eferentes en tres direcciones: posterior e inferior —hacia el tronco encefálico—, superior —hacia zonas altas de diencéfalo y telencéfalo— y hacia el infundíbulo.

## Funciones
El hipotálamo a pesar de su pequeño tamaño realiza numerosas funciones, sintetiza diferentes hormonas, entre ellas la hormona antidiurética y la oxitocina, también produce factores hipotalámicos que son hormonas que actúan sobre la hipófisis anterior y estimulan o inhiben la secreción de las hormonas de la adenohipófisis, actúa por tanto como un centro de control del sistema endocrino mediante el Eje hipotálamo-hipofisario.

Interviene en la regulación de la temperatura corporal, en el control del ritmo circadiano, regula la ingesta de agua a través del centro de la sed e interviene en el control de la ingesta de alimentos mediante el centro del hambre y la saciedad.
Asociado a otras estructuras del sistema límbico afecta a la conducta emocional, a la reacción de miedo, al impulso sexual, a la sensación de placer, cólera e ira.

Influye también a través de conexiones con el sistema nervioso autónomo en la frecuencia cardíaca, presión arterial y contracción de la vejiga urinaria. Muchas de estas funciones se realizan mediante conexiones nerviosas con otras áreas cerebrales, siendo de gran importancia el fascículo prosencefálico medial que desciende desde la corteza cerebral atraviesa el hipotálamo y alcanza el tronco cerebral.

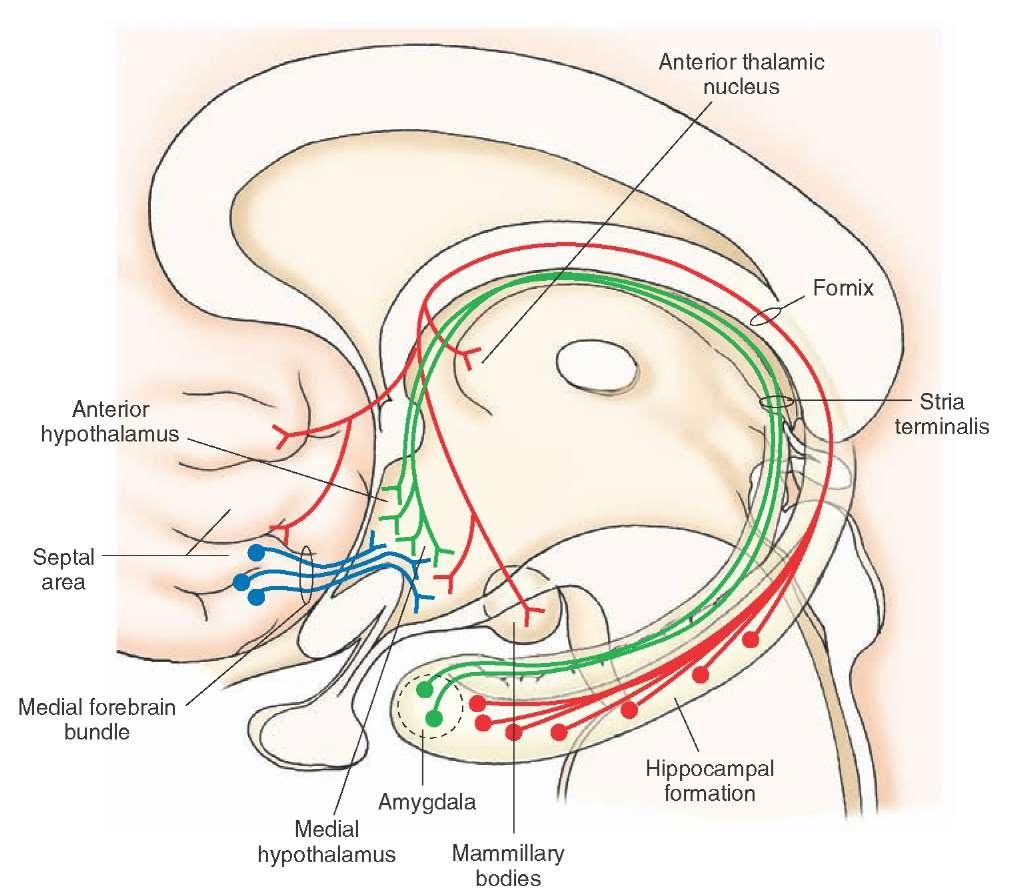
Las conexiones del hipotálamo con las regiones cerebrales adyacentes son muy complejas como se aprecia en el esquema.

El hipotálamo está conectado con diferentes secciones del sistema nervioso, recibe: una parte de las señales dolorosas de todo el cuerpo procedentes de la médula espinal, impulsos procedentes del nervio olfatorio, está conectado con el sistema límbico por lo que le influyen los procesos emocionales, tanto los estados depresivos como los relacionados con ansiedad o angustia. Por otra parte dispone de sensores que informan sobre la concentración de agua y electrolitos en la sangre. Debido a estas características y su conexión con el sistema endocrino a través de la hipófisis, actúa como una pequeña centralita que captura información y la utiliza para diferentes actividades automáticas, entre ellas el control de la secreción de numerosas hormonas que actúan en su conjunto sobre la mayor parte de los tejidos del organismo.

### Emociones
Junto con el sistema límbico es responsable del control de la expresión fisiológica de la emoción. Para ejercer este control, regula la actividad del sistema nervioso autónomo a través de su influencia sobre el tronco del encéfalo. Esta comunicación se realiza mediante el fascículo prosencefálico medial, que une bidireccionalmente el hipotálamo con el tronco cerebral, la región septal y zonas de la corteza prefrontal. Se considera que en el hipotálamo interviene en emociones como rabia, tristeza, sensación amorosa y satisfacción sexual, entre otras.

### Regulación del agua corporal y la sed
En el hipotálamo lateral se encuentra el centro de la sed  que se estimula automáticamente cuando la concentración de electrolitos en la sangre es demasiado alta. La estimulación del centro de la sed provoca el comportamiento de búsqueda de agua y por otra parte estimula al núcleo supraóptico y núcleo paraventricular que sintetizan hormona antidiuretica que actúa sobre los riñones para minimizar la pérdida de agua a través de la orina. La sensación de sed, de importancia vital para mantener la homeostasis, es por lo tanto generada por el hipótalamo y constituye una de sus funciones primordiales.

### Regulación de la ingesta de alimentos

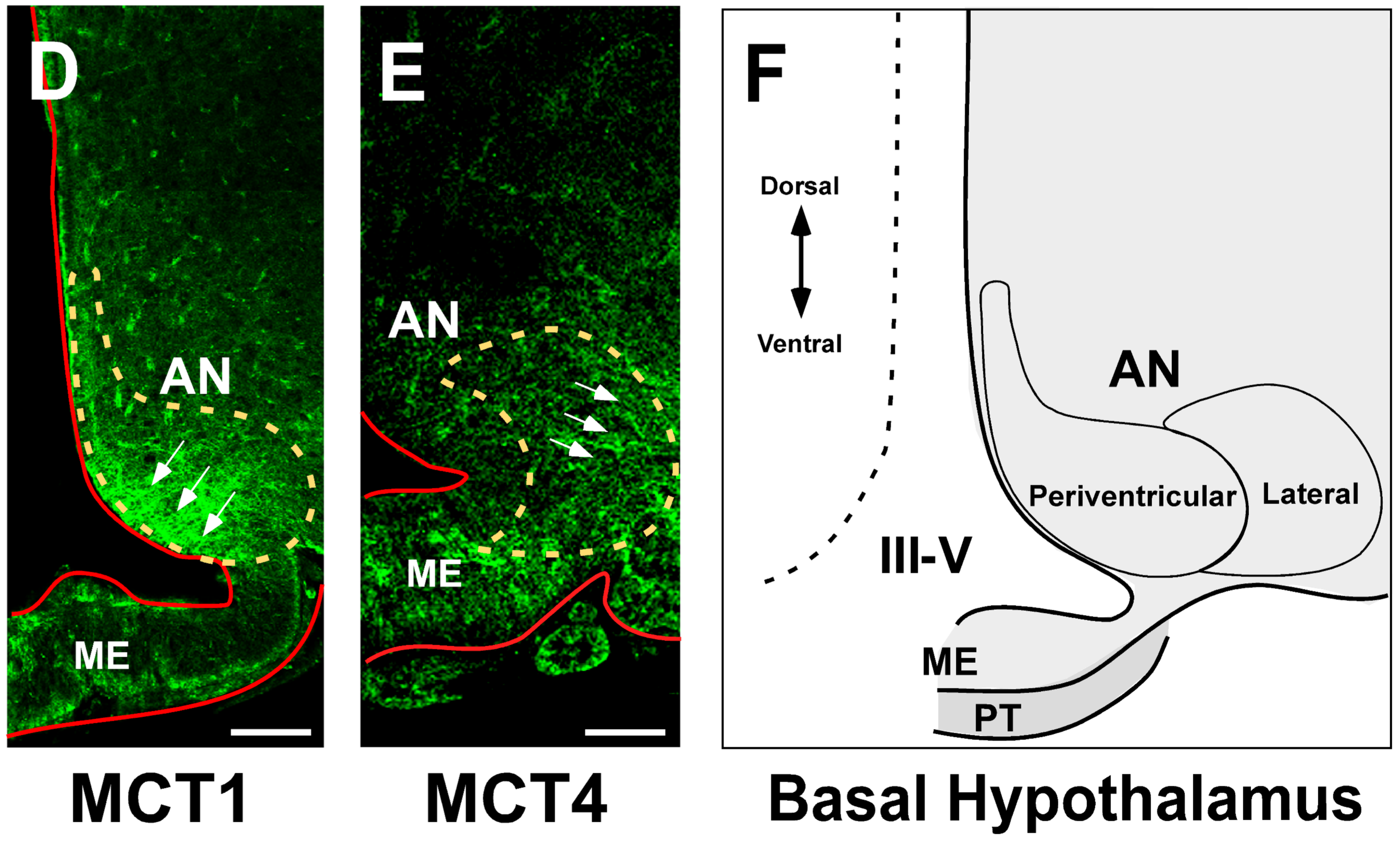
Núcleos ventro-mediales (basal) del Hipotálamo. AN= Núcleo arcuato (Periventricular y Lateral), ME= Eminencia Media, PT= Pars tuberalis, III-V= Tercer ventrículo.

El hipotálamo dispone de varios centros neuronales que regulan tanto la sensación de hambre como la de saciedad.

Se ha comprobado que cuando se lesiona el hipotálamo lateral desaparece casi por completo el deseo de alimentarse, lo que conduce a un estado de desnutrición.

Por otra parte los núcleos ventromediales, formados por el Núcleo arcuato y el Núcleo ventromedial, actúan como centro de la saciedad, si esta región se estimula eléctricamente de manera experimental se produce un estado de saciedad completa con rechazo de cualquier alimento, en cambio cuando estos núcleos ventromediales se destruyen, se produce una alimentación continua y voraz que provoca obesidad extrema.

### Regulación de la temperatura corporal
El hipotálamo juega un papel muy importante en la regulación de la temperatura de los organismos vivos. Cuando tiene lugar un aumento excesivo de la temperatura corporal, un grupo de neuronas situadas en la región anterior del hipotálamo activan mecanismos que favorecen la disipación del calor, promoviendo la dilatación de los vasos sanguíneos de la piel y la sudoración. Por otra parte cuando se produce un descenso de la temperatura corporal, ciertas neuronas del hipotálamo posterior responden enviando estímulos a otras regiones del organismo que favorecen la producción de calor, provocando temblores por contracción de los músculos, disminuyendo el diámetro de los vasos sanguíneos de la piel para impedir la pérdida de calor e inhibiendo la producción de sudor. Debido a la existencia de estos mecanismos de control, cuando se producen lesiones que afectan al funcionamiento del hipotálamo anterior suele producirse una elevación significativa de la temperatura corporal (hipertermia), sin embargo las lesiones del hipotálamo posterior tienden a provocar disminución de la temperatura corporal (hipotermia) cuando la temperatura ambiental es baja.

### Regulación del ritmo circadiano
En los mamíferos, los núcleos supraquiasmáticos (SCN) del hipotálamo, son un sitio del marcapasos principal, que impulsa los ritmos conductuales, fisiológicos, hormonales, bioquímicos y moleculares.
La porción anterior y posterior del hipotálamo regula el ciclo del sueño y de la vigilia (ritmo circadiano).

### Producción de hormonas

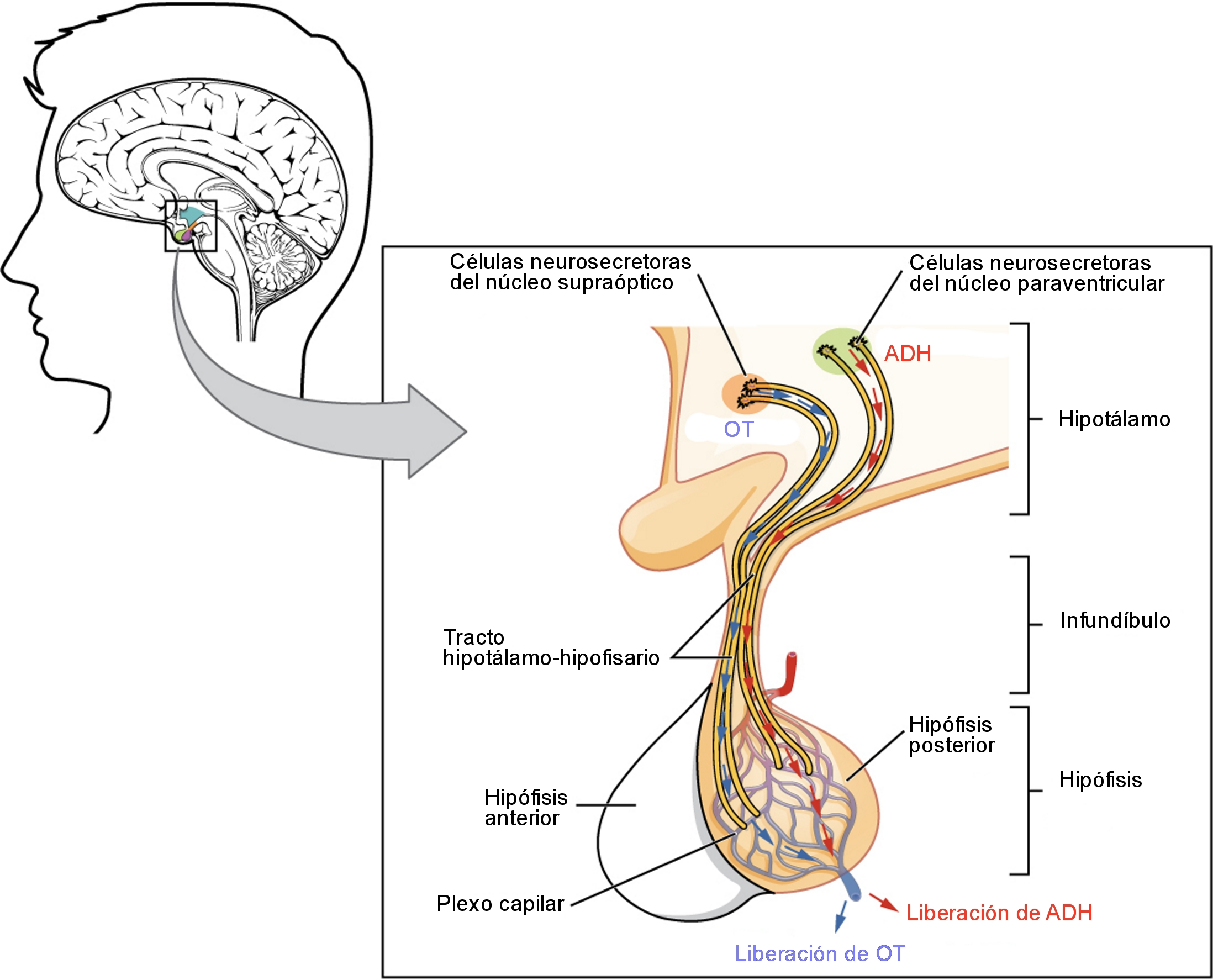
La oxitocina (OT) y la hormona antidiurética (ADH) son producidas por el hipotálamo y liberadas a la sangre en la hipófisis posterior o neurohipófisis.

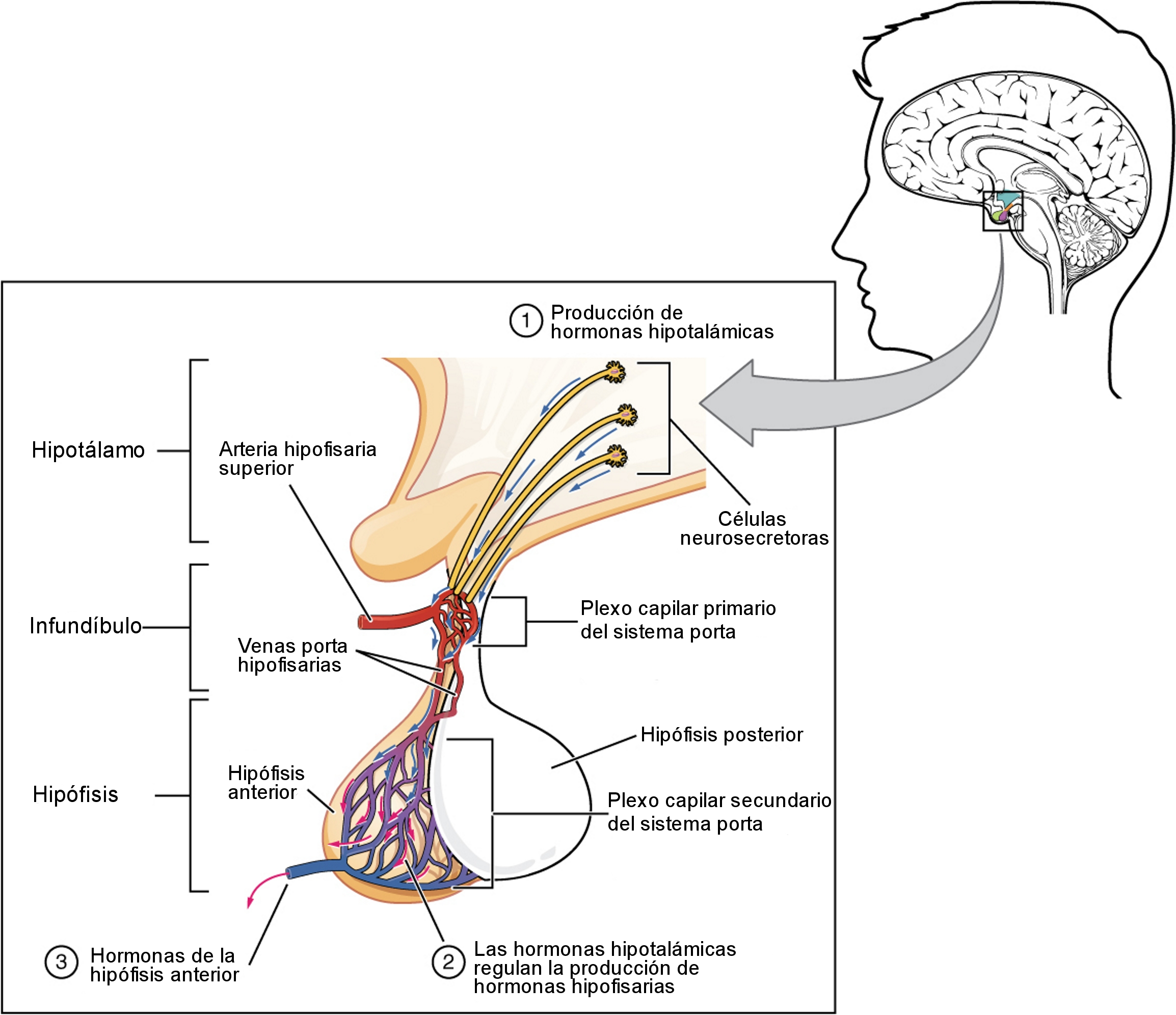
Los factores hipotalámicos regulan la secreción de hormonas por la hipófisis anterior.

El hipotálamo produce diferentes neurohormonas:
- Dos de ellas la hormona antidiurética y la oxitocina son producidas por las neuronas magnocelulares de los núcleos supraópticos y paraventriculares del hipotálamo, y se liberan directamente a la sangre, cuando llegan a la hipófisis posterior o neurohipófisis.
  - Hormona antidiurética. El hipotálamo produce en el núcleo supraóptico y núcleo paraventricular[19] la hormona antidiurética (ADH), la cual se acumula en la neurohipófisis, desde donde es segregada. La vasopresina regula el balance de agua en el cuerpo actuando sobre los riñones.[20] La disfunción del hipotálamo en la producción de ADH causa diabetes insípida.[21]
  - Oxitocina. La oxitocina es producida por el núcleo paraventricular del hipotálamo y almacenada y liberada por la neurohipófisis. Está relacionada con los patrones sexuales y con la conducta maternal y paternal. En las mujeres, la oxitocina se libera en grandes cantidades tras la distensión del cérvix uterino y la vagina durante el parto, así como en respuesta a la estimulación del pezón por la succión del bebé, facilitando por tanto el parto y la lactancia.[22] También se piensa que su función está asociada con el orgasmo, tanto en hombres como en mujeres.[23][24]
- Otras 6 hormonas diferentes, las hormonas liberadoras e inhibidoras, antes llamadas "factores hipotalámicos", "factores liberadores" o "factores hipofisotrópicos" son secretados por las neuronas parvocelulares del hipotálamo y actúan sobre la hipófisis anterior (adenohipófisis), estimulando o inhibiendo su producción de hormonas hipofisarias. 
  - Hormona liberadora de gonadotropina (GnRH, LHRH o LHRF). Es un decapéptido (una cadena de 10 aminoácidos)[25] que actúa sobre la hipófisis, estimulando la producción y la liberación de la hormona luteinizante (LH) y la hormona foliculoestimulante (FSH).[26] El balance de estas hormonas coordina el ciclo menstrual femenino[27] y la espermatogénesis en los varones.[28]
  - Hormona liberadora de tirotropina (TRH).[29] Es un tripéptido (molécula compuesta por tres aminoácidos).[30] Estimula la secreción de prolactina (PRL)[31] y de tirotropina (TSH) por parte de la adenohipófisis.[32][28]
  - Hormona liberadora de hormona adrenocorticotropina (CRH o CRF). La CRH, un péptido de 41 aminoácidos, estimula la secreción de ACTH. La CRH se sintetiza a partir de un precursor de 196 aminoácidos.  Las neuronas secretoras de CRH se encuentran en la porción anterior de los núcleos paraventriculares en posición justo lateral a las neuronas secretoras de TRH; sus terminaciones nerviosas se encuentran en todas las partes de la capa externa de la eminencia media.[28]
  - Hormona liberadora de hormona del crecimiento (GHRH), o factor liberador de hormona del crecimiento (GRF).[33] Las neuronas productoras de este factor se encuentran en el núcleo arcuato del hipotálamo. Se sintetiza a partir de un precursor de 107 o 108 aminoácidos.[34] Estimula la liberación de la hormona del crecimiento hipofisaria (GH).[28]
  - Somatostatina. Es la hormona inhibidora de la secreción de hormona del crecimiento por la hipófisis. Inhibe también la producción de TSH. En el aparato digestivo disminuye la producción de gastrina, secretina, insulina y glucagón.[28]
  - Dopamina (factor inhibidor de la liberación de prolactina o PIF). Inhibe la secreción de prolactina hipofisaria. Las neuronas secretoras de dopamina se encuentran en el núcleo arcuato hipotalámico.[35][28]

## Núcleos neuronales

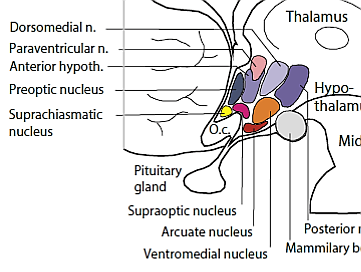
Se indican los diferentes núcleos del hipotálamo en colores.

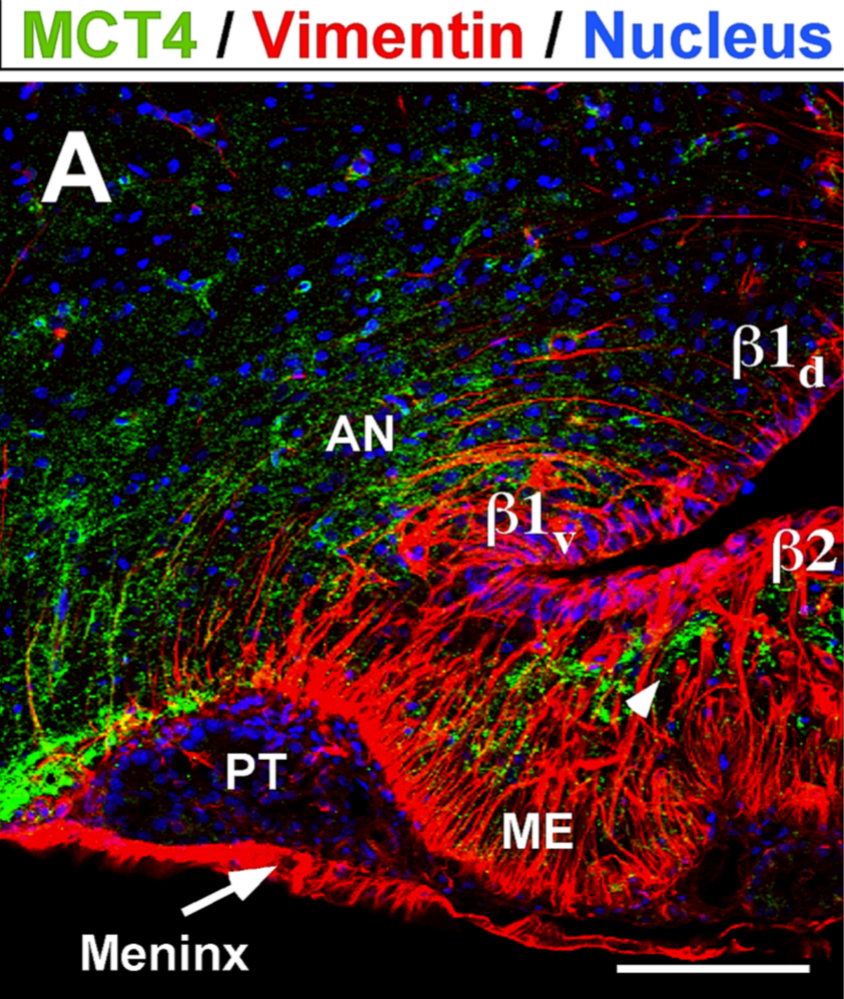
Núcleos basales del Hipotálamo. AN = Núcleo arcuato, ME= Eminencia media, PT= Pars tuberalis.

Los cuerpos de las neuronas hipotalámicas están agrupados en núcleos, los cuales disponen de proyecciones axonales con las que alcanzan otras regiones del encéfalo y otros núcleos hipotalámicos. Tal disposición permite la continua comunicación entre las neuronas del hipotálamo y otras áreas del cerebro.
Desde el punto de vista anatómico el hipotálamo se divide en tres zonas principales: medial, lateral y periventricular. Los núcleos se concentran en las zonas medial y periventricular, las más relacionadas con la regulación central endocrina. A la zona lateral se le considera un «relevo» donde están establecidas conexiones del hipotálamo con los elementos encefálicos más rostrales.
Son once los núcleos principales del hipotálamo y sus funciones permiten la «integración de las funciones del cuerpo para el mantenimiento de la homeostasis».
| Zona                   | Nombre                           | Localización                                         | Función |
| ---------------------- | -------------------------------- | ---------------------------------------------------- | --- |
| Lateral                | Núcleo hipotalámico lateral      | Hipotálamo lateral                                   | Actúa como el centro desde donde se regula la ingesta de agua y el apetito.                                                 |
| Lateral Medial         | Núcleo preóptico                 | Área preóptica                                       | Produce hormona liberadora de gonadotropinas (GnRH).                                                                        |
| Lateral Medial         | Núcleo supraóptico               | Anterolateral, arriba del tracto óptico              | Produce hormona antidiurética o vasopresina.                                                                                |
| Periventricular Medial | Núcleo paraventricular           | Periventricular anterior dorsal                      | Produce oxitocina, hormona antidiurética, Hormona liberadora de tirotropina(TRH), Hormona liberadora de corticotropina(CRH) |
| Periventricular Medial | Núcleo arcuato                   | Hipotálamo basal medial cercano al tercer ventrículo | Interviene en la conducta emocional, libera GnRH.                                                                           |
| Medial                 | Núcleo supraquiasmático          | Encima del quiasma óptico.                           | Regulación del ciclo circadiano.                                                                                            |
| Medial                 | Núcleo ventromedial/ventrodorsal | Ventromedial                                         | Implicado en conductas defensivas y agresivas. Centro de la saciedad.                                                       |
| Medial                 | Cuerpos mamilares                | Porción más caudal del hipotálamo                    | Participa en la memoria. |
| Medial                 | Núcleo hipotalámico posterior    | Hipotálamo posterior                                 | Termorregulación. |
| Medial                 | Núcleo hipotalámico anterior     | Hipotálamo anterior                                  | Termorregulación. |
| Medial                 | Núcleo dorsomedial               | Dorsomedial                                          | Termorregulación. |

## Neuronas secretoras
Algunas de las neuronas que conforman los núcleos hipotálamicos tienen la capacidad de sintentizar neuropéptidos, que cumplen la función de hormonas. Son especialmente importantes dos tipos de neuronas en la mediación de funciones endócrinas las magnocelulares y las parvocelulares.

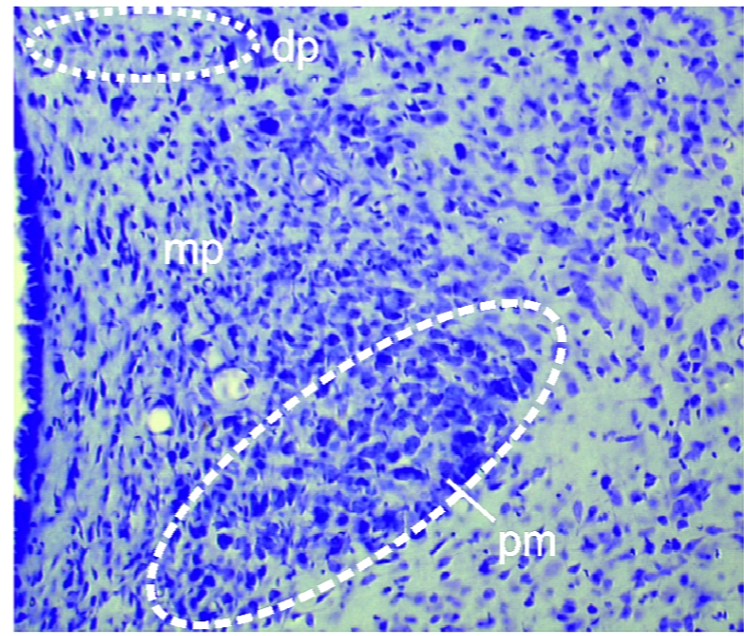
Neuronas magnocelulares (pm) abajo y neuronas parvocelulares (dp, mp) arriba, todas dentro del núcleo paraventricular.

### Neuronas magnocelulares
En los años 1950, las neuronas magnocelulares fueron las primeras caracterizadas como neurosecretoras. Predominan en núcleo paraventricular y núcleo supraóptico, que sintetizan oxitocina y hormona antidiurética. Sus axones no mielinizados forman una estructura que atraviesa la eminencia media y llega a la neurohipófisis, donde se liberan las hormonas como respuesta a un potencial de acción. Sin embargo, los axones también se proyectan hacia la médula espinal, la sustancia gris periacueductal y núcleos del rafé.

### Neuronas parvocelulares
Las neuronas parvocelulares o parvicelulares liberan hormonas peptídicas denominadas factores hipofisotrópicos en el plexo primario capilar de la eminencia media. A través de esta 
circulación porta son llevadas a la adenohipófisis para estimular la secreción de otras hormonas (hormonas hipofisarias). Ejemplos de estas hormonas hipofisiotrópicas son la GhRH (hormona estimuladora del crecimiento),  TRH (hormona liberadora de tirotropina) y GnRH (hormona liberadora de gonadotrofina).

## Apetito hipótesis lipostática
Según la hipótesis lipostática los niveles circulantes de ácidos grasos libres y de triglicéridos regulan el apetito. Esta hipótesis postula además que el hipotálamo es capaz de «medir» la cantidad de grasa corporal a través de dos hormonas, la leptina y la insulina. Esto es así porque se cumple que tanto la concentración plasmática de leptina, como la de insulina son directamente proporcionales a la adiposidad.

La leptina es un péptido sintetizado por el tejido adiposo cuyas funciones son inhibir el apetito a nivel del núcleo arqueado hipotalámico, estimular el metabolismo y en menor medida, inhibir la liberación de insulina.

La insulina es una hormona producida por el páncreas que tiene entre sus acciones inhibir el apetito. El hipotálamo se encarga de mantener la masa corporal en niveles relativamente constantes basándose en la información que obtiene de la leptina y la insulina.

Hay otras hipótesis alternativas o complementarias a la lipostática, entre ellas la hipótesis glucostática y la hipótesis termostática.